# Versiones y ediciones de las sinfonías de Bruckner

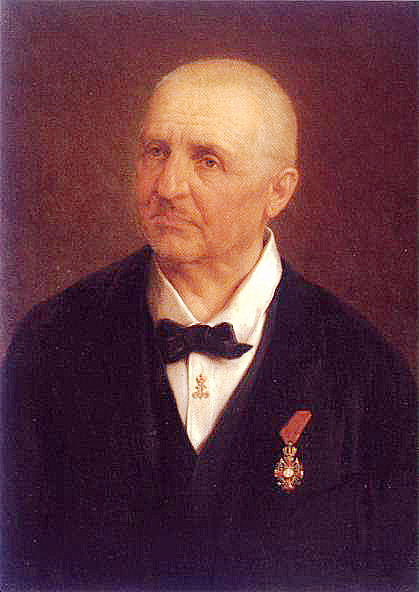
Anton Bruckner.

Ha habido muchas versiones y ediciones diferentes de las sinfonías de Anton Bruckner. 

## Primeras ediciones publicadas
Las primeras ediciones de las obras de Bruckner publicadas por Theodor Rättig, Albert Gutmann, Haslinger-Schlesinger-Lienau y Ludwig Doblinger durante o poco después de la vida del compositor tendían a "incorporar retoques orquestales, alteraciones en el fraseo, articulación y dinámica, y marcas añadidas de tempo y expresión" , y en ocasiones fueron cortes importantes.  Estos cambios fueron realizados por amigos y asociados de Bruckner, y no siempre es posible saber si las modificaciones contaban con la autorización directa de Bruckner.  Estas fueron las versiones que se utilizaron en casi todas las interpretaciones hasta la década de 1930. Cooke juzga todas estas publicaciones como "espurias" porque "no representaban las propias intenciones de Bruckner", mientras que Korstvedt las clasifica en tres categorías:
- No auténticas: versiones que "contienen amplias modificaciones y adiciones realizadas sin la aprobación, participación o conocimiento de Bruckner". [2]
- Auténticas: "versiones auténticas preparadas, supervisadas y autorizadas por Bruckner. Contienen algunos elementos que no provienen del compositor, pero especialmente a la luz de su publicación, esto no es razón suficiente para rechazarlas". [3]
- Dudosas: publicaciones que "difieren en algunos aspectos de las últimas partituras manuscritas de Bruckner y algunas contienen algunas modificaciones editoriales externas... sin embargo, fueron publicadas con la aparente aprobación de Bruckner". "Se necesita más estudio" sobre estos textos para clasificarlas en alguna de las dos categorías anteriores. [4]

Korstvedt sostiene que no era raro que existieran diferencias entre los manuscritos autógrafos y las primeras publicaciones de obras musicales a finales del siglo XIX, aunque las discrepancias en el caso de Bruckner son "muy pronunciadas", no son "en principio aberrantes".  Señala por ejemplo el Falstaff de Verdi, cuyo texto musical contiene contribuciones sustanciales del director de la orquesta de La Scala que aparentemente fueron bien recibidas por el compositor. 

## Editores destacados

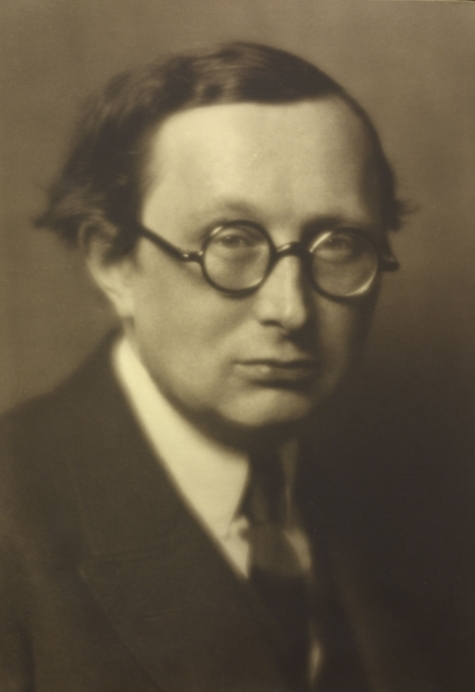
Robert Haas en 1927 por Georg Fayer.

### Robert Haas

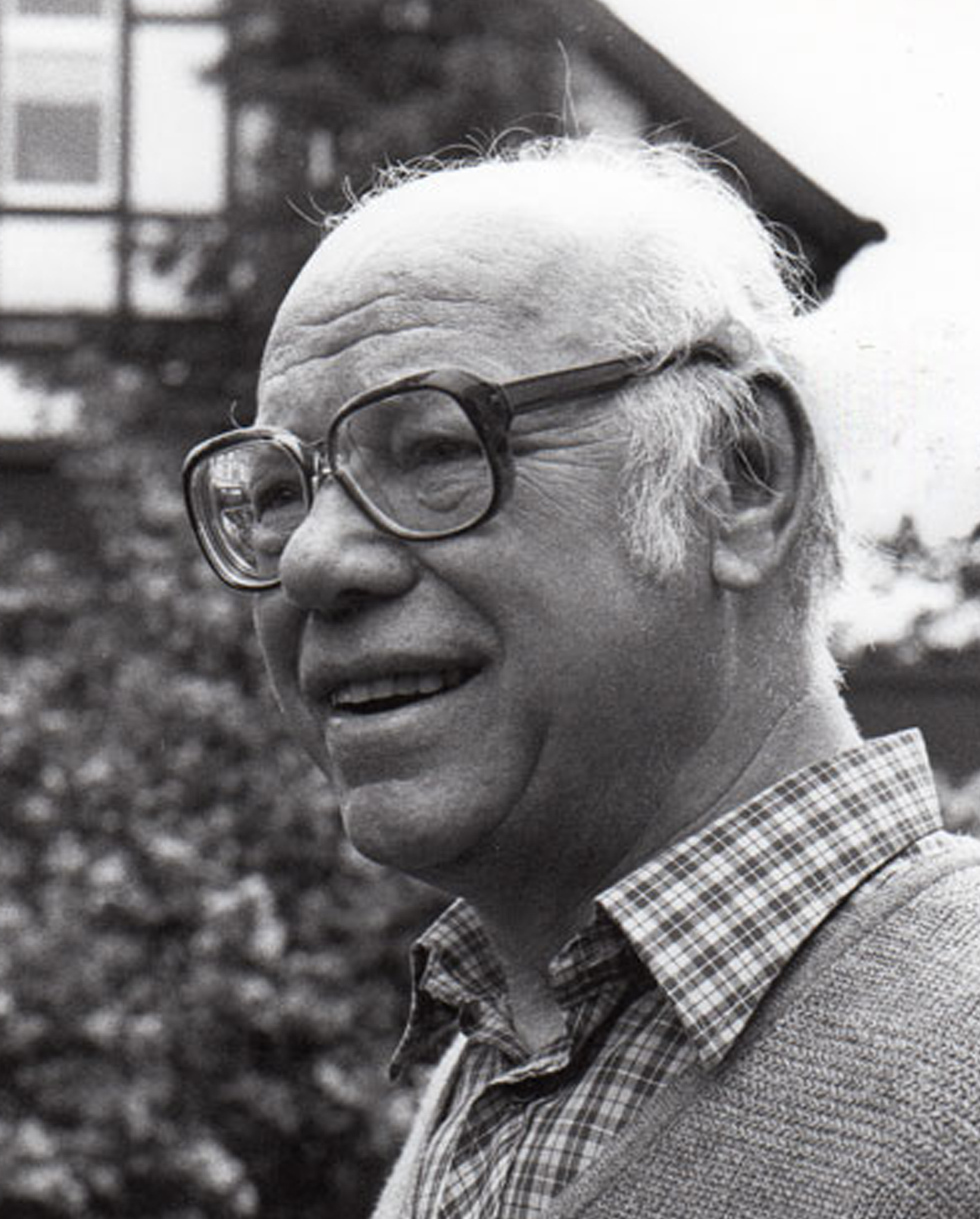
Fritz Oeser (1978).

Robert Haas produjo una notable edición crítica basada en las partituras originales de Bruckner durante la década de 1930, que fue respaldada por los responsables musicales del Tercer Reich.
Haas publicó ediciones críticas de casi todas las Sinfonías: de la 1ª (versión de 1877), 2ª (versión de 1877), 4ª (versión de 1881, también conocida como de 1878/1880), 5ª, 6ª, 7ª y 8ª (versión de 1890).
A esta edición se suelen añadir las siguientes ediciones de las sinfonías que no editó Haas. En 1934, Alfred Orel publicó una edición crítica de la Sinfonía n.º 9 y de los bocetos de su final.En 1950, Fritz Oeser publicó una edición crítica de la Sinfonía n.º 3 (versión 1877-1878).

### Leopold Nowak
Después de la Segunda Guerra Mundial los aliados impusieron la desnazificación de la cultura pero la obra de Haas fue mal vista y su rival Leopold Nowak fue designado para producir una edición completamente nueva desde cero. 
A partir de la década de 1950, Nowak revisó y reeditó las ediciones de Haas, Wöss, Oeser y Orel. Afirmó que en el caso de las Sinfonías n.° 2 y n.° 8, Haas había mezclado y combinado pasajes de una versión anterior y una versión posterior para crear partituras "híbridas". Sin embargo, cuando se analizaron los manuscritos en microfilm, se descubrió que los pasajes que Haas supuestamente había mezclado de manuscritos anteriores en realidad estaban presentes, pero tachados en el manuscrito con el que trabajó Haas; Bruckner había escrito una carta al director Felix Weingartner, en la que mencionaba los pasajes cortados y esperaba que resultaran "válidos para la posteridad y para su círculo de amigos y conocedores".
Además de las versiones de 1876, 1877/1878 (reedición con la coda del Scherzo) y 1889 de la Sinfonía n.º 3, Nowak publicó la primera versión, hasta entonces olvidada, de las Sinfonías 3ª, 4ª y 8ª.
En 1980 Günter Brosche reeditó la versión de 1891 de la Sinfonía n.º 1.

### William Carragan

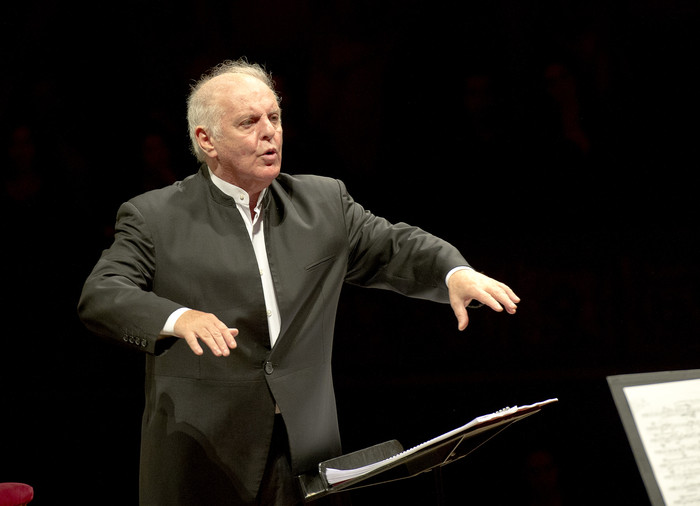
Daniel Barenboim (2015).

William Carragan  continuó con la reconstrucción de las sinfonías de Bruckner.
En 1998, Carragán reconstruyó y publicó la versión original de 1866 de la Sinfonía n.º 1. En 2005 reconstruyó y editó la versión de 1872 de la Sinfonía n.º 2, así como sus versiones intermedias de 1873 y 1876. También revisó la versión de 1877 de Nowak, en la que corrigió algunos errores residuales. Esta revisión, que se ajusta al manuscrito de Bruckner, ha sido grabada por Daniel Barenboim con la Orquesta Filarmónica de Berlín. Carragan también reconstruyó la revisión de 1874 de la Sinfonía n.° 3, la versión de 1878 de la Sinfonía n.° 4 y las variantes de 1888 de la Sinfonía n.° 8. Por último, reconstruyó la versión completa de 1876 de la Sinfonía n.º 3. 

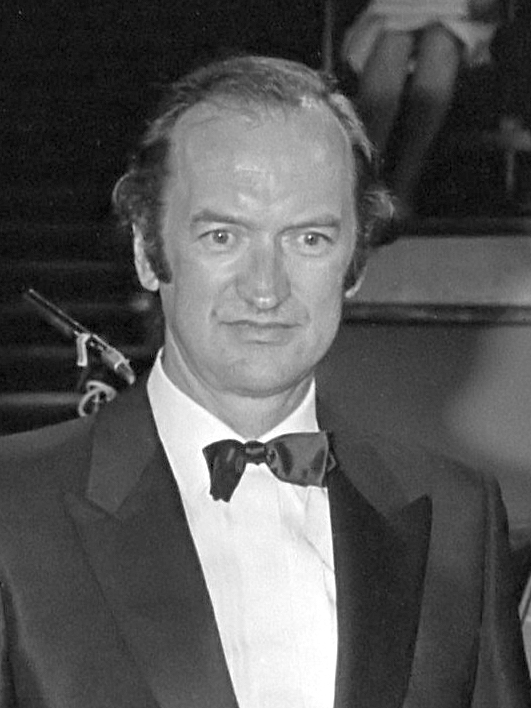
Nikolaus Harnoncourt (1980).

Estas partituras reconstruidas han convencido a algunos brucknerianos convencidos, como Eliahu Inbal, Georg Tintner y, más recientemente, Simone Young y Marcus Bosch, que han grabado las primeras versiones "olvidadas" de las Sinfonías n° 1, 2, 3, 4 y 8.
La revisión de 1874 de la Sinfonía n.º 3 y la variante de 1888 de la Sinfonía n.º 8 han sido estrenadas y grabadas por Gerd Schaller y la Philharmonie Festiva.   Por otro lado la versión completa de 1876 de la Sinfonía fue estrenada por Richard Pittman y la Orquesta Filarmónica de Nueva Inglaterra el 2 de marzo de 2019 en Boston, Massachusetts. 

### Benjamin-Gunnar Cohrs, Benjamin Korstvedt y Paul Hawkshaw
En el año 2000, Benjamin-Gunnar Cohrs publicó una nueva edición de la Sinfonía n.º 9, en la que corrigió algunos errores que había encontrado en la edición de Nowak. La nueva edición de Cohrs junto con los bocetos del final publicados por John Alan Phillips han sido grabados por Nikolaus Harnoncourt. 
En 2004, Benjamin Korstvedt publicó una nueva edición crítica de la versión de 1888 de la Sinfonía n.º 4. Esta versión ha sido estrenada por Akira Naito. 
Recientemente Paul Hawkshaw ha publicado una nueva edición de la versión de 1887 de la Sinfonía n.º 8. Esta nueva edición fue estrenada por Peter Oundjian con la Orquesta Sinfónica de Yale el 27 de octubre de 2017. 
También se han hecho algunos intentos de reconstruir la partitura original de 1876-1877 de la Sinfonía n.º 5.  